# جيم جاكسون (لاعب كرة قاعدة)
جيم جاكسون (بالإنجليزية: Jim Jackson)‏ هو لاعب كرة قاعدة أمريكي، ولد في 28 نوفمبر 1877 في فيلادلفيا في الولايات المتحدة، وتوفي بنفس المكان في 9 أكتوبر 1955.

## وصلات خارجية
- جيم جاكسون على موقعبيزبول رفرنس.كوم (الدوري الرئيسي) (الإنجليزية)
- جيم جاكسون على موقعبيزبول رفرنس.كوم (الدوري الثانوي) (الإنجليزية)